# Junior (album)
Albums de Röyksopp
Back to Mine
(2007) Senior
(2010)
Junior est le troisième album studio du duo norvégien Röyksopp, sorti en 2009.

## Production
L'album comprend des voix invitées des chanteuses scandinaves Robyn, Karin Dreijer, Lykke Li et Anneli Drecker.
Junior débute à la 21e place du UK Albums Chart, se vendant à 10 378 exemplaires la première semaine. En septembre 2010, l'album se vend à 36 239 exemplaires au Royaume-Uni,. Le premier single de l'album, Happy Up Here, est diffusé pour la première fois le 9 janvier 2009 dans l'émission Essential Selection de Pete Tong sur BBC Radio 1, et est officiellement publié le 19 janvier. The Girl and the Robot, avec la chanteuse suédoise Robyn, sort le 15 juin 2009 en tant que deuxième single de l'album. This Must Be It, avec Dreijer, sort le 23 octobre 2009 en tant que troisième single.

## Dans la culture populaire
It's What I Want fait partie de la bande originale officielle du jeu vidéo EA Sports, FIFA 10. Röyksopp Forever est également utilisé en arrière-plan des promos de Flashforward Channel 5 pendant le mois de septembre 2009 et utilisé comme musique d'accompagnement dans The X Factor 2009 lors des émissions en direct. Une version instrumentale de Vision One est utilisée sous licence dans le jeu vidéo Little Big Planet 2. This Must Be It est inclus dans la bande-son du film comique Bon à tirer (BAT) en 2011.

## Liste des titres
1. Happy Up Here (02:44)
2. The Girl and the Robot (feat. Robyn) (04:26)
3. Vision One (feat. Anneli Drecker) (04:59)
4. This Must be it (feat. Karin Dreijer Andersson) (04:41)
5. Röyksopp Forever (04:59)
6. Miss it so Much (feat. Lykke Li) (05:01)
7. Tricky Tricky (feat. Karin Dreijer Andersson) (05:58)
8. You Don't Have a Clue (feat. Anneli Drecker) (04:31)
9. Silver Cruiser (04:36)
10. True to Life (feat. Anneli Drecker) (05:50)
11. It's What I Want (03:06)

Édition bonus CD spéciale (Happy up here The Remixes)
1. Happy up here (Boys Noize remix) (05:29)
2. Happy up here (Breakbot remix) (02:50)
3. Happy up here (Datassette remix) (05:28)
4. Happy up here (Re-interpreted by Holy Fuck) (03:44)